# Antropologia politica
L'antropologia politica analizza le dottrine che concernono le diverse strutture del potere sociale: sistema politico, organizzazione gerarchica della società, studio dello spazio e dei territori e le basi che formano la più comune società .

## Autori
I principali autori e studiosi del campo sono o sono stati Pierre Clastres, Edward Evan Evans-Pritchard, Meyer Fortes, Georges Balandier, Fredrik Bailey, Jeremy Boissevain, Marc Abélès, Jocelyne Streiff-Fenart, Ted C. Lewellen, Robert L. Carneiro, John Borneman, Joan Vincent e Claude Meillassoux.
In un contesto di formazione che vede le sue origini nelle posizioni teoriche funzionaliste dell'antropologo sociale Alfred Radcliffe-Brown, la scuola antropologica inglese ha iniziato a mettere le basi per questa dottrina negli anni della seconda guerra mondiale e del successivo dopoguerra, in aperta contrapposizione alle impostazioni dell'evoluzionismo antropologico e dello storicismo.
Uno dei primi a trattare e sviluppare l'argomento è stato Edward Evan Evans-Pritchard, nelle cui opere di antropologia politica iniziò a trattare l'adeguamento delle masse ai diversi tipi di società e sistemi politici, e di come cambiamenti semplici o complessi di una nazione siano dovuti a una serie di ineludibili fattori esterni e pressioni interne.
Affrontando temi via via più vasti, come lo smantellamento degli imperi coloniali europei e il marxismo, negli anni cinquanta e sessanta, soprattutto in Francia e Inghilterra, si è assistito all'aumentare di dibattiti riguardanti le conseguenze che ha avuto, per esempio, la decolonizzazione negli stati che hanno acquistato l'indipendenza e nei paesi che hanno perso le colonie.
Negli anni recenti, l'antropologia politica si è spostata ad affrontare temi più caldi e presenti nello scenario globale, come le conseguenze socioculturali che ha portato la globalizzazione nella civiltà occidentale: multiculturalismo, immigrazione, postcolonialismo, neocolonialismo e postcomunismo.

## Strutture politiche
Per quanto le società possano essere eterogenee, non se ne conosce alcuna, per quanto semplice e poco strutturata, che non abbia una seppur minimale forma di organizzazione.
Nel definire il significato di queste strutture, i concetti fondamentali con cui si ha a che fare sono i seguenti:
- Società umana: un gruppo di individui che intrattengono legami di interdipendenza, di identità culturale e solidarietà sociale.
- Organizzazione politica: è quel complesso di regole e meccanismi, di ordine materiale e simbolico, rinvenibile in qualsiasi forma di società, anche la meno strutturata, che ne garantisce la possibilità di esistere e riprodursi come sistema organizzato, contribuisce al mantenimento dell'ordine sociale e costituisce la base strumentale che consente alla società, nel suo complesso, di operare delle scelte.[2]
- Istituzione: è la struttura sociale attraverso cui, possono oggettivarsi ed esprimere le regole e i meccanismi che sostanziano l'organizzazione politica della società. Un punto da tener ben presente, che è centrale nell'antropologia politica, è il fatto che l'esistenza di istituzioni non è considerata necessaria, ma solo eventuale, per conferire uno spessore e una dimensione politica a una determinata società[3]. Infatti, nella gran parte[2] delle società studiate dagli antropologi, soprattutto le più semplici, non esiste, a differenza della nostra, alcuna istituzione, né alcun ruolo istituzionale, in grado oggettivare ed espressione di quel complesso di regole e meccanismi che abbiamo definito essere l'organizzazione politica.[3]
- Azione politica: è l'agire, secondo specifiche finalità e con un minimo grado di consapevolezza e intenzionalità, di soggetti sociali, siano essi singoli individui o gruppi sociali, che fanno uso delle regole e meccanismi che, nel loro complesso, costituiscono l'organizzazione politica della società[2].
- Potere/autorità: quali espressioni della dimensione politica della società, esse sono riconducibili all'«effettiva capacità da parte di un individuo, di un gruppo o di una comunità intera, di prendere decisioni che investono la società nel suo complesso»[4].
- Legittimità politica: di derivazione giuridica e sociologica, la legittimità è un concetto fondamentale per delineare la natura del potere e dell'autorità. Può essere definito come l'aspirazione di qualsiasi potere a «suscitare e coltivare la fiducia nella propria legittimità»[5] da parte dei dominati, utilizzando le stesse basi simboliche o ideologiche, su cui il potere e l'autorità si fondano, fattori mitici, religiosi o giuridici[6]: potrà trattarsi, di volta in volta, di motivi affettivi, credenze razionali rispetto al valore, credenza nella legalità basata su formulazioni positive.[7]  L'aspirazione a un riconoscimento di legittimità appartiene ad ogni forma di potere, anche quando questa è basata sulla coercizione e la forza[8], non potendo «nessun potere [...] accontentarsi per sua volontà di fondare la propria permanenza su motivi esclusivamente affettivi o razionali»[5]. Dalla legittimità del potere dipende infatti l'intensità della sua forza impositiva[7]. Weber indicò, a questo proposito, tre tipi ideali di potere, fondati su tre diverse forme di legittimità, distinguendole sulla capacità degli elementi fondativi del potere, ad affermarne rispettivamente la «naturalità», l'«eticità» e la «legalità»:[7]
  - legittimità tradizionale: poggia sulla concreta confidenza nella validità di credenze tradizionalmente accettate e nell'accettazione del potere irradiato da queste credenze su determinati soggetti: è il caso del potere dei monarchi "divinizzati" o delle caste sacerdotali, che promana in entrambi i casi da credenze appartenenti alla sfera della sacralità; ma è anche il caso del potere riconosciuto agli anziani, che si fonda sull'accettazione di una legge naturale di avvicendamento.
  - legittimità carismatica, che poggia sulla «dedizione straordinaria al carattere sacro o alla forza eroica o al valore esemplare di una persona e degli ordinamenti rivelati o creati da essa»[9], trasmesso dall'autorità carismatica ai soggetti sottoposti. Questo valore personale è percepito come un segno di elezione, il carisma.  Si tratta di una forma di legittimazione presente in ogni epoca che può rinvenirsi nei profeti religiosi, nei leader millenaristici e messianici, nei condottieri carismatici così come nelle grandi figure dittatoriali, tra cui tipiche sono quelle che hanno segnato il XX secolo: Hitler, Mussolini e Stalin.[6]
  - legittimità legale-razionale: si basa sulla credenza nella legalità degli ordinamenti giuridici razionalmente costituiti nella società (per esempio l'ordinamento costituzionale, o la successione monarchica), da cui consegue la legittimazione di chi si trova al potere in base a tali ordinamenti.